# NGC 4991
NGC 4991 est une vaste et lointaine galaxie spirale située dans la constellation de la Vierge. Sa vitesse par rapport au fond diffus cosmologique est de 17 335 ± 23 km/s, ce qui correspond à une distance de Hubble de 256 ± 18 Mpc (∼835 millions d'al). NGC 4991 a été découverte par l'astronome allemand Albert Marth en 1864.
NGC 4991 renferme des régions d'hydrogène ionisé. Selon la base de données Simbad, NGC 4991 est une radiogalaxie.